# Lentistivalius alienus
Lentistivalius alienus är en loppart som först beskrevs av Smit 1958.  Lentistivalius alienus ingår i släktet Lentistivalius och familjen Stivaliidae. Inga underarter finns listade i Catalogue of Life.